# 오나 마팔다
오나 마팔다(Ona Mafalda, 1994년 7월 27일 ~ )는 영국 태생의 스페인 싱어송라이터이다. 그녀는 2021년에 데뷔 EP Bailando sin sentido를 발매했으며, 2023년에는 데뷔 앨범 Ona를 발표했다. 프리마베라 사운드, 유로소닉 노오더슬랙, 대탈출 페스티벌 등의 음악 페스티벌에서 공연한 바 있다.
불가리아의 마지막 통치 차르인 시메온 2세의 손녀로서, 그녀는 전 불가리아 왕실의 일원이자 작센코부르크와 고타코하리 가문의 공주이다.